# 108 (număr)
108 (o sută opt) este numărul natural care urmează după 107 și precede pe 109.

## În matematică
- Este un număr abundent.[2]

Pentagon convex în spațiul euclidian

- Este un număr semiperfect (pseudoperfect).[3][4]
- Este un număr Ahile deoarece este un număr puternic care nu este pătrat perfect.[5]
- Este un număr Devlali.[6]
- Este un număr harshad în bazele 2, 3, 4, 6, 7, 9, 10, 11, 12, 13 și 16.[7]
- Este un număr practic.[8][9]
- Este un număr puternic.[10][11]
- Este un număr rotund.[12][13]
- Este divizibil cu φ(108), care are valoarea 36.[14]
- Este un număr refactorabil deoarece are 12 divizori (1, 2, 3, 4, 6, 9, 12, 18, 27, 36, 54, 108) și 108 este divizibil cu 12.[15]
- Este număr de grade pe care le are fiecare unghi interior al unui pentagon convex în spațiul euclidian.
- Este un număr tetranacci.[16]
- Este un număr palindromic în bazele 11 (9911), 17 (6617), 26 (4426), 35 (3335) și 53 (2253)
- 108 este egal cu nouă duzini (sau 10810 = 9012).

Ecuația {\displaystyle 2\sin \left({\frac {108^{\circ }}{2}}\right)=\phi } are ca rezultat secțiunea de aur.
Acest lucru se poate reformula astfel: coarda de 108 grade este {\displaystyle \phi }, secțiunea de aur, aproximativ 1,618033.

## În știință
- Este numărul atomic al hassiului.
- 108°F (= 42,22°C) este temperatura internă la care organele vitale ale corpului uman încep să cedeze din cauza supraîncălzirii.

### Astronomie
- NGC 108, o galaxie lenticulară care se află în constelația Andromeda.
- Messier 108 sau M108 este o galaxie spirală barată.
- 108 Hecuba, o planetă minoră, un asteroid din centura principală.
- 108P/Ciffréo, o cometă periodică.

Distanța de la Pământ la Soare este de aproximativ de 108 ori diametrul Soarelui (mai exact de 107,51, conform definiției UA). Raportul real variază între 105,7 (periheliu) și 109,3 (afeliu, cu o medie de cca. 108).
Distanța de la Pământ la Lună este, de asemenea, de aproximativ de 108 ori diametrul Lunii.

## Alte domenii
- Numărul pretendenților Penelopei, soția lui Ulise, în Odiseea lui Homer.
- Sunt 108 rânduri în „Corbul” al lui Edgar Allan Poe.
- Jocul tradițional de cărți Canastă este jucat cu 108 cărți.

## În religie
Numărul 108 este considerat sacru de religiile dharmice, cum ar fi hinduismul, budismul și jainismul.
În tradiția hindusă, sunt 108 de Mukhya Shivaganas (însoțitori ai lui Shiva) și, prin urmare, religiile Shaiva, în special Lingayats, folosesc mătănii cu 108 mărgele pentru rugăciune și meditație.
Datorită legăturilor lor cu budismul, 108 a devenit un număr simbolic important într-o serie de stiluri de arte marțiale.